# Heino Hansen
Arvo Heino Raudanma Hansen (* 24. September 1947 in Gørlev) ist ein ehemaliger dänischer Fußballspieler. Der Mittelfeldspieler bestritt seine Karriere in Dänemark und Deutschland.

## Sportlicher Werdegang
Hansen begann seine Karriere beim seinerzeitigen dänischen Zweitligisten Slagelse B&I. 1972 gehörte er zum Kader der dänischen Olympiaauswahl bei den Münchener Olympischen Sommerspielen. Als Stammspieler qualifizierte er sich mit der Mannschaft als Zweiter der ersten Gruppenphase hinter Ungarn nach Siegen gegen Brasilien und den Iran für die Zwischenrunde – Hansen erzielte dabei in seinem dritten Länderspiel seine ersten beiden Tore für die dänische Nationalmannschaft –, in der die von Rudolf Strittich trainierte Mannschaft nach einem 1:1-Remis gegen den späteren Olympiasieger Polen – hier erzielte Hansen den dänischen Treffer – und einem 3:1-Erfolg über Marokko erst durch eine 0:4-Schlappe gegen die Sowjetunion die Medaillenchance als Gruppendritter aufgeben musste. Die während des Turniers aufgefallenen Per Røntved und Allan Simonsen wechselten direkt nach Deutschland, Hansen folgte ihnen zwei Jahre später.
Zur Einführung der 2. Bundesliga 1974 verpflichtete der FC St. Pauli mit dem dänischen Duo Hansen und Johnny Petersen Verstärkung aus dem norddeutschen Nachbarland. Beide etablierten sich auf Anhieb als Stammspieler, gemeinsam mit Rolf Höfert und Reinhard Rietzke bestritten sie unter Trainer Kurt Krause alle 38 Saisonspiele in der Spielzeit 1974/75. Mit einem Punkt Rückstand auf Bayer 05 Uerdingen verpassten die Hamburger dabei nur knapp die Aufstiegsrunde zur Bundesliga. Nachdem Leistungsträger wie Horst Wohlers oder Rüdiger Wenzel daraufhin dem Ruf aus der Bundesliga folgten, rutschte der Klub in der Folge in der zweiten Liga ab. Kurz vor Ablauf seines Vertrags im Sommer 1976 wurde das Interesse von Espanyol Barcelona kolportiert. Letztlich wechselte er nach 73 Zweitligaspielen und 14 Toren für die Hanseaten innerhalb der Liga zum vormaligen Bundesligisten Preußen Münster, der seinerseits Dritter in der Nordstaffel der 2. Bundesliga geworden war. Nach einem erneuten dritten Platz im Endklassement der Spielzeit 1977/78 beendete Hansen nach 63 weiteren Zweitligaspielen für die Münsteraner, für die er drei Ligatore erzielte, seinen vierjährigen Auslandsaufenthalt.
Ab Sommer 1978 lief Hansen wieder für Slagelse B&I auf, der Klub war zwischenzeitlich in die 1. Division als damals höchster Spielklasse aufgestiegen. Am Ende der Spielzeit 1979 stieg er mit dem Klub ab, daraufhin schloss er sich dem Erstligisten Næstved IF an. Nach einer Vizemeisterschaft 1980 und dem dritten Platz 1981 kehrte er zum Karriereausklang erneut zu Slagelse B&I zurück und war später als Spielertrainer und Trainer im Amateurbereich tätig.
Während seiner Laufbahn bestritt Hansen 31 Länderspiele, dabei erzielte er fünf Tore.